# Perino del Vaga

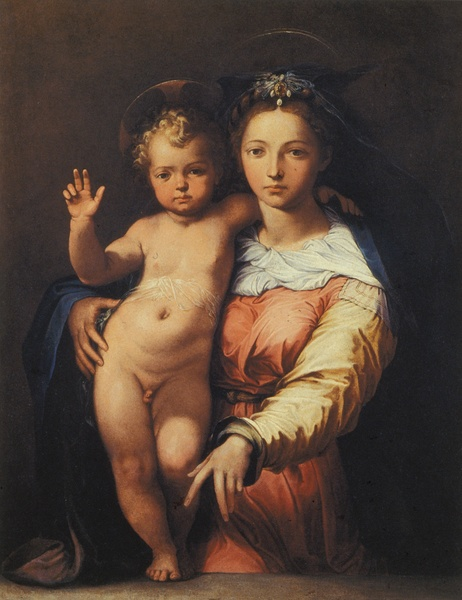
Madonnan och Barnet (cirka 1535).

Perino del Vaga (även benämnd Perin del Vaga, egentligen Pietro Buonaccorsi), född 23 juni 1501 i Florens, död 19 oktober 1547 i Rom, var en italiensk renässansmålare.
Perino studerade under Rafael och deltog tillsammans med Giovanni da Udine i utsmyckningen av Vatikanen, där han efter 1520 övertog mycket av Rafaels arbete. Han var även verksam i Florens (1523–1525) och Genua (1527–1537). Tillsammans med Giulio Romano var han den främste bland Rafaels efterföljare.
Perinos första självständiga beställningsverk var fresken Pietà (cirka 1519) i den lilla kyrkan Santo Stefano del Cacco i Rom. Som hans främsta verk räknas annars utsmyckningen av Palazzo Doria i Genua.
Perino del Vaga har fått sitt sista vilorum i Pantheon i Rom.

## Målningar i urval
- Pietà (cirka 1519) – Santo Stefano del Cacco, Rom
- Evas skapelse (cirka 1525) – Cappella del Santissimo Crocifisso, San Marcello al Corso, Rom
- Madonna di Strada Cupa – Santa Maria in Trastevere, Rom
- Påven Paulus III och Reginald Pole – Santa Francesca Romana, Rom

## Bilder
| - Evas skapelse. San Marcello al Corso i Rom. |